# Lillian Ngoyi
Lillian Masediba Matabane Ngoyi "Mma Ngoyi" (Pretoria, 25 de septiembre de 1911-Soweto, 13 de marzo de 1980) fue una activista anti-apartheid y activista por los derechos de las mujeres sudafricana. Antigua sindicalista del textil, fue secretaria general de la Liga de Mujeres del Congreso Nacional Africano a la que se incorporó en 1952. Cinco años después, en 1957 fue la primera mujer electa para formar parte del comité ejecutivo de la ANC. También presidió la Federación de Mujeres de Sudáfrica (en inglés: Federation of South African Women - FSAW) que contribuyó a crear. Fue detenida en varias ocasiones y encarcelada por su lucha.

## Biografía
Nació en el seno de una familia pobre de Pretoria en la Unión Sudafricana. Tras obtener su certificado de primaria estudió durante tres años enfermería antes de ser costurera. En 1945 empezó a trabajar en una fábrica de confección y se incorporó a un sindicato de la industria textil, Garment Workers’ Union of the Transvaal convirtiéndose en una de las referentes. Su activismo sindical la llevó a participar en las  "Campañas de desafío" contra las leyes apartheid. En 1952 fue arrestada por hacer fila en la oficina de correos de Pretoria solo para población blanca, un arresto que cambió su vida.
Cuando se unió a la Liga de Mujeres del ANC en 1952, durante una era ya viuda con dos hijos -su marido había muerto en un accidente de automóvil-. Un año más tarde fue elegida presidenta de la organización. En 1954 participó en la fundación de la Federación de Mujeres de Sudáfrica de la fue en un principio vicepresidenta y más tarde presidió.
En 1955 participó en Lausana, Suiza en el Congreso Mundial de Madres organizado por la Federación Democrática Internacional de Mujeres (WIDF). El propio viaje resultó un desafío a las autoridades de Sudáfrica escanado al control de las leyes de pases, cruzando fronteras de manera ilegal y afirmando su derecho como mujer negra a viajar y moverse libremente. Ngoyi presidió la segunda sesión de la conferencia y pronunció su discurso de apertura: "La Federación de Mujeres Sudafricanas... se ha unido a todas las organizaciones que luchan por los derechos democráticos, por la plena igualdad, independientemente de la raza o el sexo" señaló, detallando las dificultades a las que se enfrentaban las mujeres sudafricanas a una audiencia mundial y pidiendo apoyo para llevar la libertad y la democracia a la nación en nombre del movimiento internacional de mujeres por la paz.
Después, acompañada por su Dora Tamana, realizó una gira por Inglaterra, Alemania, Suiza, Rumania, China y Rusia, reuniéndose con otras mujeres activistas hasta volver a Sudáfrica donde era buscada por las autoridades.
El 9 de agosto de 1956 lideró una marcha de mujeres junto a Helen Joseph, Rahima Moosa, Sophia Williams-De Bruyn, Motlalepula Chabaku, Bertha Gxowa y Albertina Sisulu en la que participaron 20.000 mujeres convocada en la zona de la Union de Edificios de Pretoria en protesta contra el gobierno del apartheid que obligaba a las mujeres a llevar pases según establecía la ley de pases del régimen.
Fue detenida y juzgada por traición en 1956. También se encontraba entre los líderes detenidos después de la matanza de Sharpeville en 1960. En octubre de 1962 sufrió la primera orden de confinamiento. Duró diez años y fue renovada por cinco años más. Durante ese tiempo tenía vigilancia policial constante, no se le permitió salir de Orlando en Soweto, no podía reunirse con más de una persona a la vez, incluidos miembros de su familia y no se permitían noticias sobre ella en la prensa. Continuó ganándose la vida como costurera y hasta el momento de su muerte siguió luchando por los derechos de las mujeres como africanas. Murió en su casa de Soweto el 13 de marzo de 1980.

## Pensamiento
Lilian Ngoyi entendía la importancia del apoyo internacional en la lucha contra el apartheid y la emancipación de las mujeres negras. En sus palabras y acciones combinó sus identidades como africana, mujer, madre y trabajadora con el objetivo de luchar contra el apartheid. Entendía que las limitaciones y restricciones de las leyes del apartheid que se imponía a las mujeres negras estaban en el corazón del sistema de la supremacía blanca, por ello luchó contra ella. La separación de las razas golpeaban más duramente a las mujeres africanas. Según investigaciones sobre su historia, Lillian Ngoyi "movilizó una forma de maternidad militante que puso al descubierto la naturaleza opresiva del apartheid y le permitió abordar simultáneamente la difícil situación específica de las mujeres en Sudáfrica y las luchas raciales más amplias contra el apartheid. Como resultado, la "lucha de las mujeres" y la lucha de todos los sudafricanos que se oponen a las políticas del gobierno nacionalista minoritario se convirtieron en una." 

## Homenajes
El 16 de noviembre de 2004 en Ministro de Ambiente sudafricano presentó una embarcación de patrullaje denominada Lillian Ngoyi en su honor.
El 9 de agosto de 2006, en el 50 aniversario de la marcha a Pretoria, la plaza Strijdom Square desde donde partieron las mujeres, fue rebautizada con el nombre de Plaza Lilian Ngoyi. El 9 de agosto se conmemora el Día Internacional de la Solidaridad con la lucha de la Mujer en Sudáfrica y Namibia.
En 2009, una residencia de la Universidad de Rhodes fue nombrada en su honor.
En 2012, la calle Van der Walt en Pretoria fue renombrada calle Lillian Ngoyi. Otras calles en Ciudad del Cabo, Thembisa, Durban, y Hartbeesfontein han sido nombradas en su honor
El Municipio Metropolitano de la Ciudad de Johannesburgo ha renombrado la calle Bree como calle Lilian Ngoyi.